# Musée de l'Élysée
Photo Elysée (dříve Musée de l'Élyée) je muzeum umění ve švýcarském Lausanne, které se věnuje výhradně fotografii. Založil ji v roce 1985 jako státní instituci Charles-Henri Favrod v budově zámku z 18. století. Jedná se o první muzeum v Evropě zaměřené výhradně na fotografii.

## Sbírka
Sbírka obsahuje více než 100 000 snímků, včetně průkopníka barevné fotografie Gabriela Lippmanna až po současné fotografy. Mezi nimi najdeme snímky velikánů fotografie jako byli například: Robert Capa, Gilles Caron, Raymond Depardon, Mario Giacomelli, Sebastiao Salgado a mnozí další. V muzeu je v archivu několik archivů
fotografií, například Charlieho Chaplina, spisovatele Nicolase Bouviera nebo cestovatelky Elly Maillartové.
Z český autorů jsou ve sbírkách díla například Ivana Pinkavy, Zdeňka Lhotáka nebo Pavla Baňky.
Muzeum organizuje pravidelné výstavy jak ve svých prostorách, tak výstavy putovní, které cestují po celém světě. Od svého založení uspořádalo již 400 výstav v Lausanne a stejný počet mimo své sídlo.

## Ocenění
Instituce uděluje ocenění Lacoste Elysee Prize, které v roce 2010 získala například Tereza Vlčková.

## Událost

### Prix Elysée
Od roku 2014 uděluje Photo Elysée cenu Prix Elysée.

#### Vítězové
- 2015 : Martin Kollar, Provisional Arrangement[6]
- 2017 : Matthias Bruggmann, A haunted World where it never shows[7]
- 2019 : Luis Carlos Tovar, My Father's Garden[8]
- 2021 : Kurt Tong, Dear Franklin[9]
- 2023 : Debi Cornwall, Model Citizens[10]

## Galerie

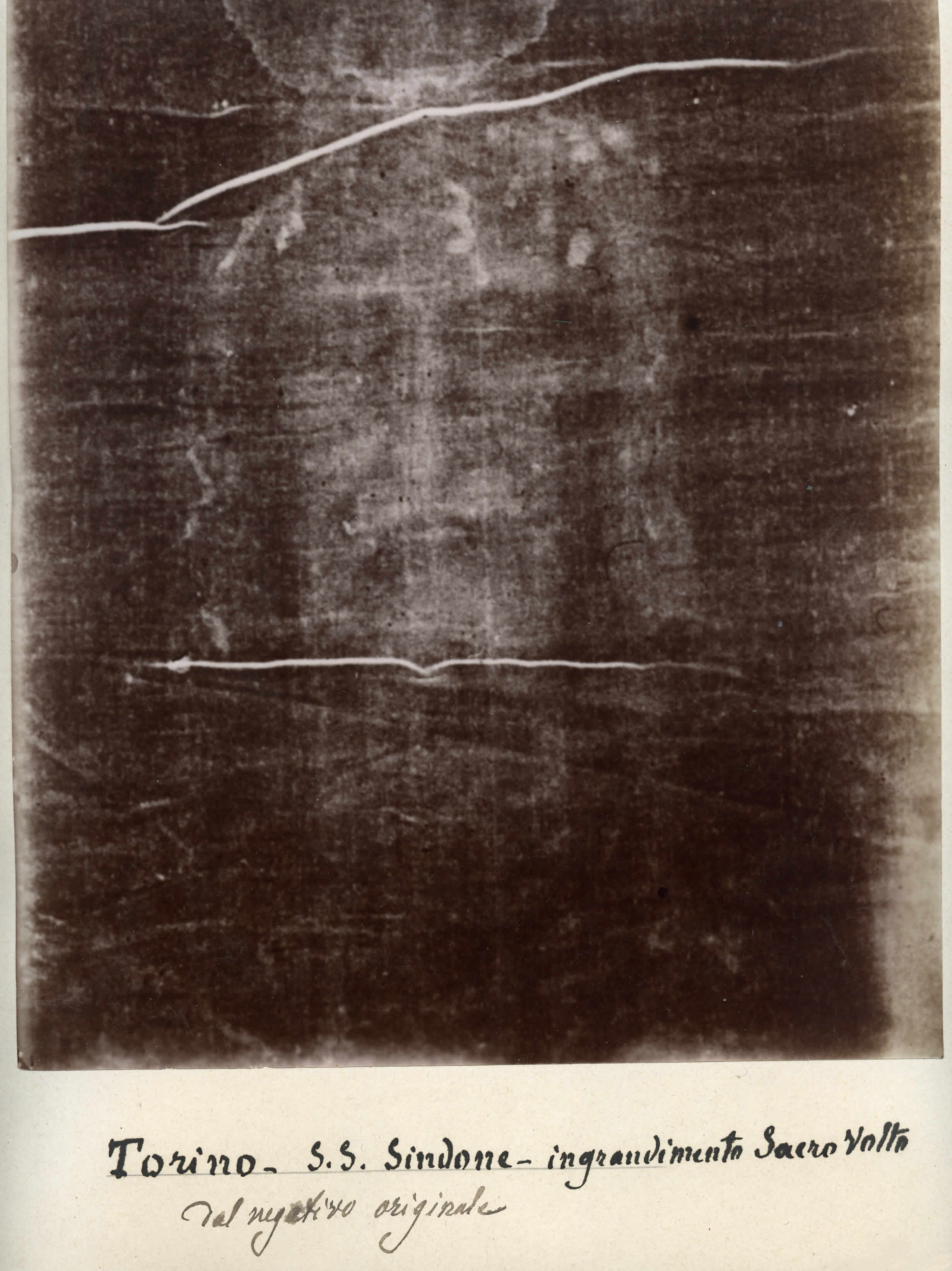
Secondo Pia (1855-1941): Turínské plátno, květen 1898, digitální tisk, Musée de l’Élysée, Lausanne
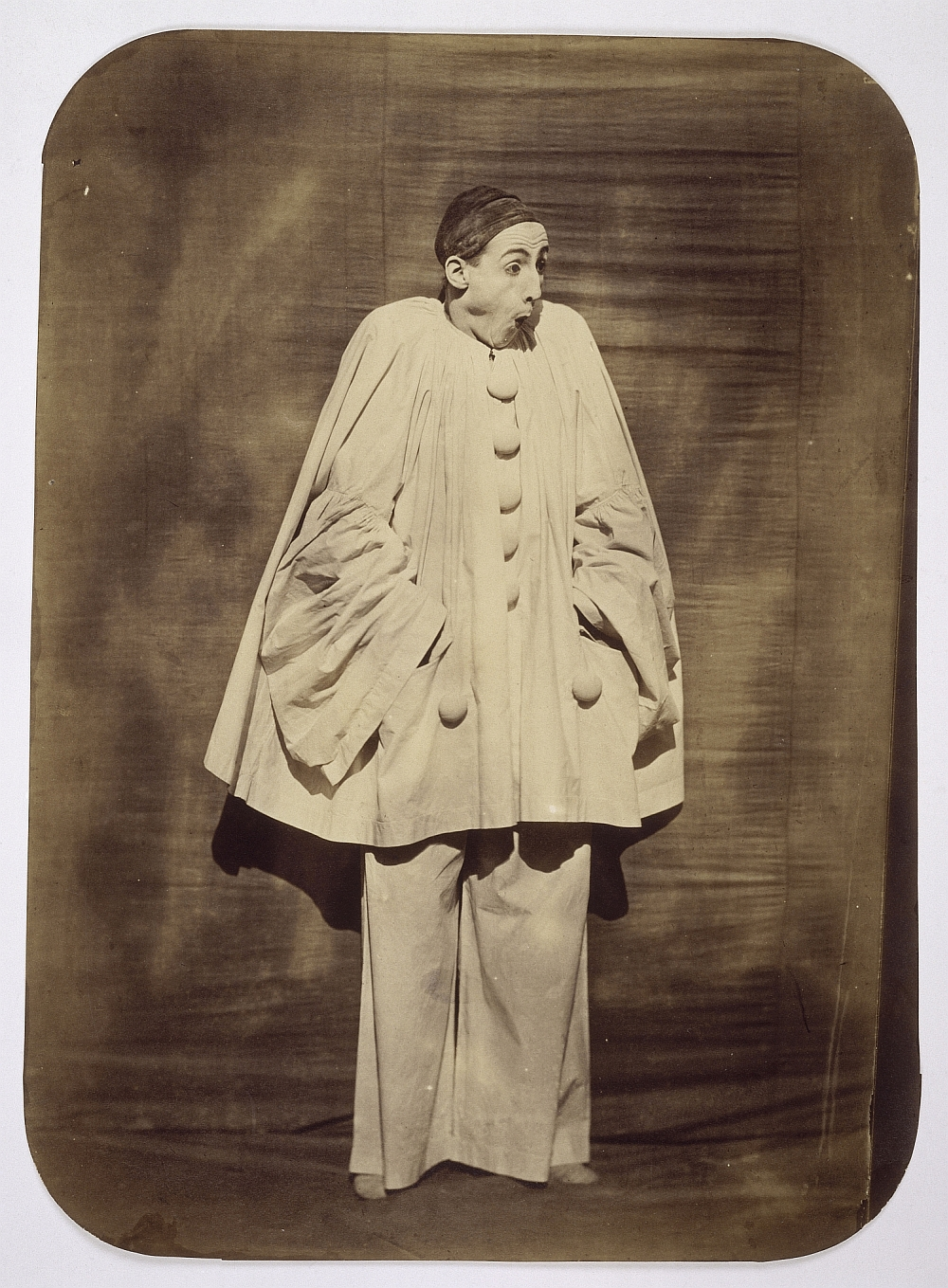
Félix Tournachon zvaný Nadar (1820-1910) a Adrien Tournachon (1825-1903): Mim Deburau jako Pierrot: překvapení, 1854-1855, Musée de l´Elysée, Lausanne
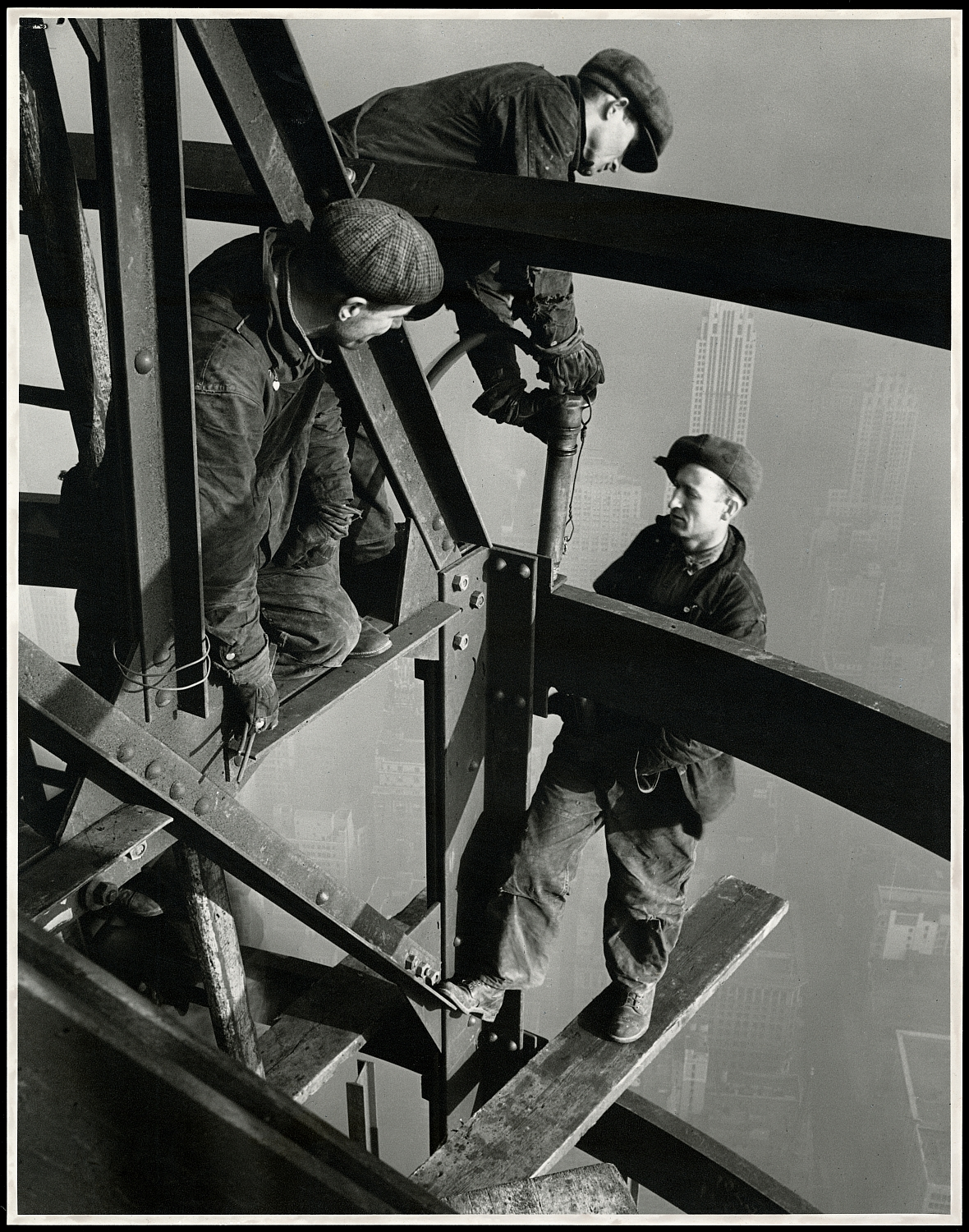
Lewis Hine (1874-1940): Tři nýtovači, Empire State Building, 1931, bromostříbrná fotografie, Musée de l’Élysée, Lausanne
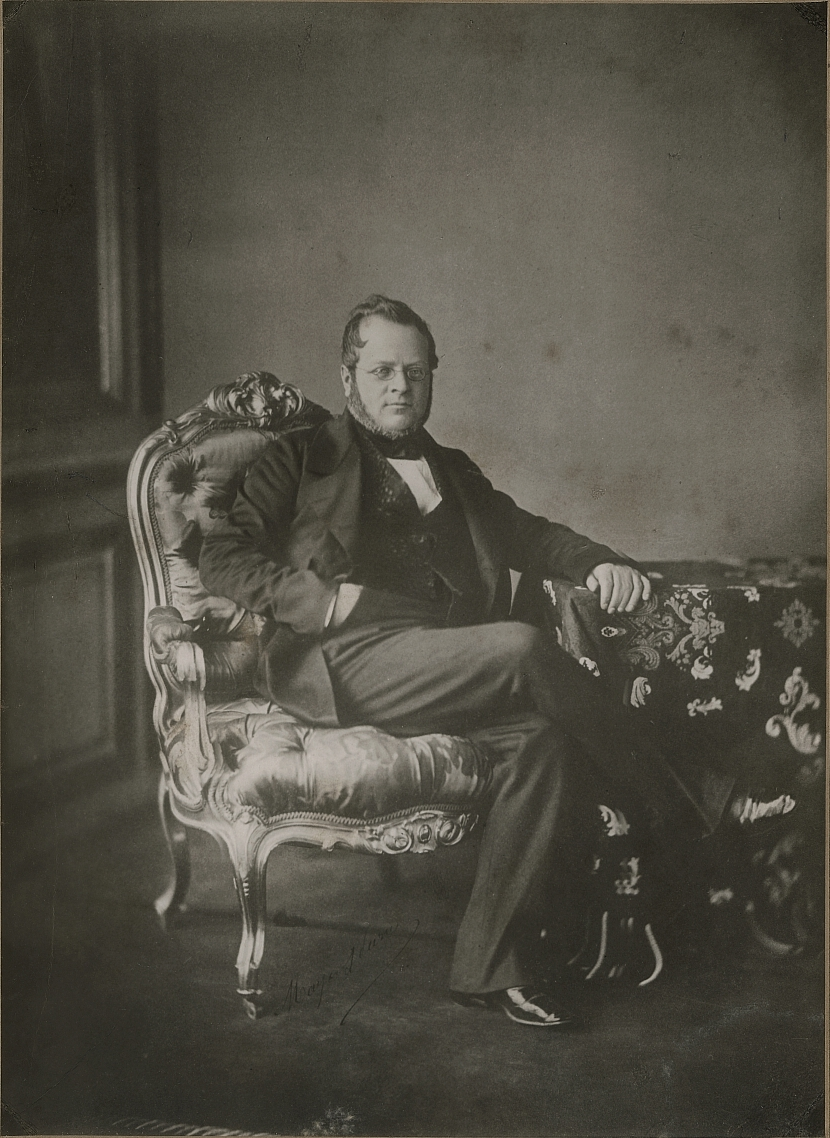
Léopold Ernest Mayer (1822-1895) a Pierre Louis Pierson (1822-1913): Portrét hraběte de Cavour, 1856, fotografie na albuminovém papíru, Musée de l’Élysée, Lausanne
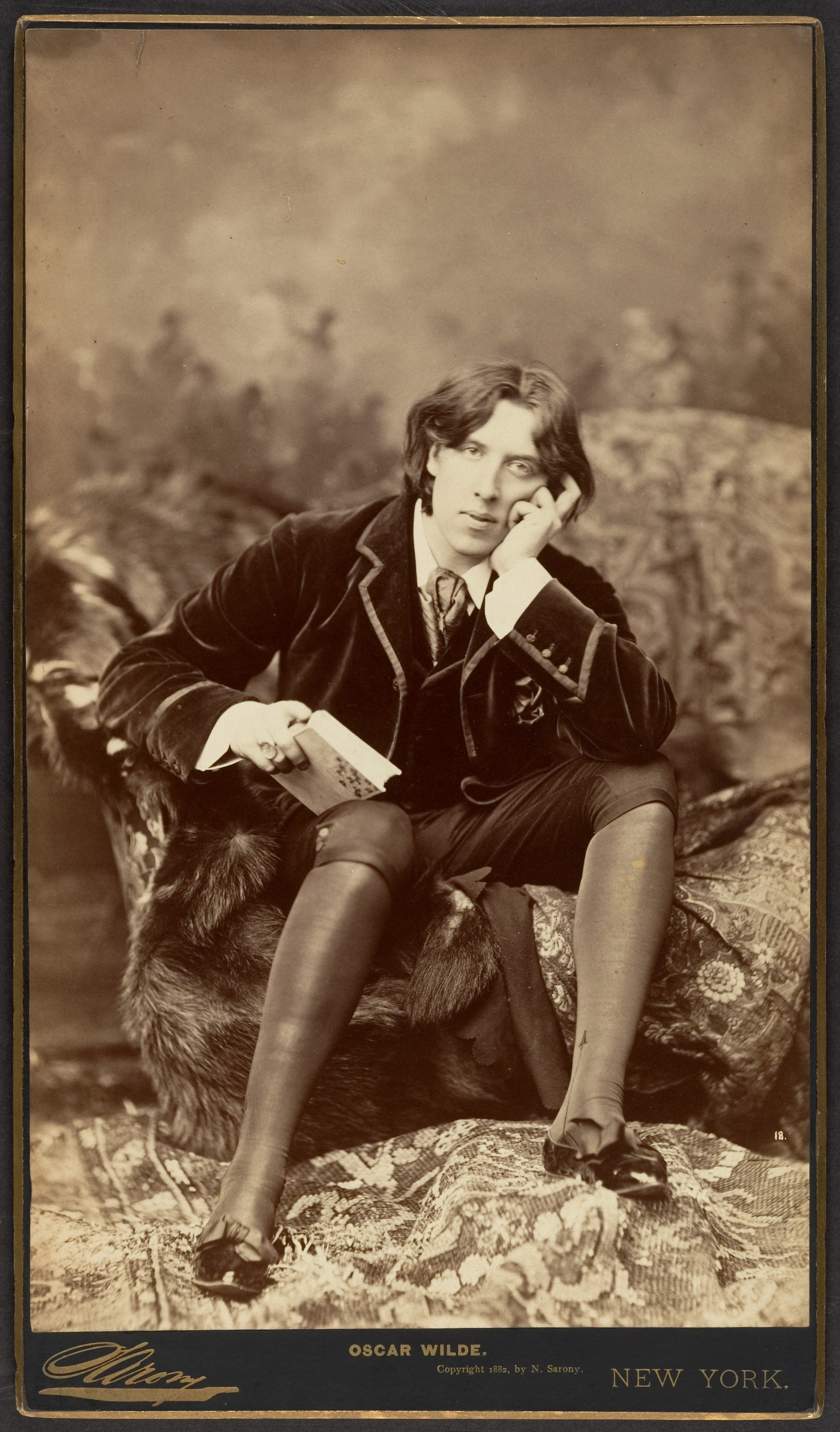
Napoleon Sarony (1821-1896): Portrét Oscara Wildea, 1882, digitální tisk dle originálu uloženého v Kongresové knihovně ve Washingtonu, Musée de l’Élysée, Lausanne